# Torneo de Tashkent 2019
El Tashkent Open 2019 fue un torneo de tenis que se jugó en canchas duras al aire libre. Se trató de la 21.ª edición del Abierto de Tashkent, y formó parte de los torneos internacionales de la WTA. Se llevó a cabo en el Centro de Tenis de Tashkent en Tashkent (Uzbekistán), del 23 al 28 de septiembre de 2019.

## Distribución de puntos
| Modalidad           | Campeona | Finalista | Semifinales | Cuartos de final | 2ª ronda | 1ª ronda | Clasificadas | 2ª ronda de clasificación | 1ª ronda de clasificación |
| Individual femenino | 280      | 180       | 110         | 60               | 30       | 1        | 18           | 12                        | 1                         |
| Dobles femenino     | 280      | 180       | 110         | 60               | -        | 1        | -            | -                         | -                         |

## Cabezas de serie

### Individual femenino
| Tenista             | Ranking | Preclasificada |
| Viktória Kužmová    | 53      | 1              |
| Margarita Gasparyan | 56      | 2              |
| Alison Van Uytvanck | 62      | 3              |
| Jeļena Ostapenko    | 74      | 4              |
| Kristýna Plíšková   | 81      | 5              |
| Tatjana Maria       | 86      | 6              |
| Tímea Babos         | 92      | 7              |
| Sorana Cîrstea      | 95      | 8              |

- Ranking del 16 de septiembre de 2019[2]

### Dobles femenino
| Tenista                             | Ranking | Preclasificada |
| Anna Kalínskaya Viktória Kužmová    | 106     | 1              |
| Irina-Camelia Begu Lidziya Marozava | 127     | 2              |
| Dalila Jakupović Sabrina Santamaria | 158     | 3              |
| Cornelia Lister Yana Sizikova       | 177     | 4              |

## Campeonas

### Individual femenino
Alison Van Uytvanck venció a  Sorana Cîrstea por 6-2, 4-6, 6-4

### Dobles femenino
Hayley Carter /  Luisa Stefani vencieron a  Dalila Jakupović /  Sabrina Santamaria por 6-3, 7-6(7-4)